# Néa Tríglia
Néa Tríglia är en ort i Grekland.   Den ligger i prefekturen Chalkidike och regionen Mellersta Makedonien, i den nordöstra delen av landet, 260 km norr om huvudstaden Aten. Néa Tríglia ligger 90 meter över havet och antalet invånare är 3 071.
Terrängen runt Néa Tríglia är platt söderut, men norrut är den kuperad. Terrängen runt Néa Tríglia sluttar söderut. Närmaste större samhälle är Néa Moudhaniá, 9,5 km sydost om Néa Tríglia. Trakten runt Néa Tríglia består till största delen av jordbruksmark.